# Osieczyce
Osieczyce (niem. Posersfelde, od 1945 Psieczyce, nazwa oboczna Piekiełko) – dawna osada położona 2,5 km na płd.-wsch. od Glisna w województwie lubuskim, w powiecie sulęcińskim, w gminie Lubniewice. Należy do sołectwa Glisno.
W latach 1975–1998 miejscowość położona była w województwie gorzowskim.

## Historia
Osieczyce były folwarkiem założonym na przełomie XVIII/XIX w. przez Friedricha von Posera, właściciela dóbr gliśnieńskich, prezydenta Kamery pruskiej. W 1895 roku folwark zamieszkiwało 57 osób. W roku 2006 liczba ludności osady wynosiła 10 osób. Kilkanaście lat temu został rozebrany ostatni budynek mieszkalny. Obecnie (rok 2021) w miejscu dawnej osady znaleźć można tylko zrujnowaną stodołę, gęsto zarośniętą roślinnością. Do tego miejsca od strony Glisna prowadzi prawie 3 km brukowana droga położona wśród pól uprawnych.